# قيمة الخيار
في تحليل التكلفة والفائدة واقتصاديات الرفاهية الاجتماعية، يشير مصطلح قيمة الخيار (بالإنجليزية: option value)، إلى القيمة التي يتم وضعها على استعداد خاص للدفع للحفاظ على الأصول أو الخدمات العامة أو الحفاظ عليها حتى لو كان هناك احتمال ضئيل أو معدوم للفرد في استخدامه. يستخدم هذا المفهوم بشكل شائع في تقييم السياسة العامة لتبرير الاستثمار المستمر في الحدائق العامة، ملاجئ الحياة البرية والحفاظ على الأراضي، بالإضافة إلى مرافق وخدمات النقل بالسكك الحديدية. كما أنه معترف به كعنصر من القيمة الاقتصادية الإجمالية للموارد البيئية. 
يختلف مفهوم «قيمة الخيار» في تحليل التكلفة والفائدة عن المفهوم المستخدم في التمويل، حيث يشير المصطلح إلى تقييم الأداة المالية التي تنص على الشراء المستقبلي للأصل. ومع ذلك، يمكن أن يكون الاثنان مرتبطين بقدر ما يمكن تفسيرهما على أنه تقييم لعوامل الخطر.

## تطبيق
في مؤلفات البحث البيئي، يتم تفسير قيمة الخيار بشكل شائع على أنها قيمة الحفاظ على الموارد الطبيعية المهددة حتى تكون متاحة للاستخدام في المستقبل. وقد تم تطبيقه لتحديد قيمة الحفاظ على موائل الحياة البرية، مناطق البرية، والموارد الترفيهية المائية. في مؤلفات أبحاث النقل، يتم تفسير قيمة الخيار بشكل شائع على أنها القيمة المقدرة التي يرغب غير المستخدمين في دفعها لضمان استمرار توفر منشأة النقل بالسكك الحديدية وخدمتها (كخيار سيكون متاحًا في المستقبل).

## تطور
تم تطوير مصطلح «قيمة الخيار» وأسسه النظرية كمنفعة غير مستخدم في البداية في عام 1964 بواسطة بورتون ويسبورد. تم افتراضه كعنصر منفعة متميز عن المفهوم التقليدي لفائض المستهلك، وقد اعتمد على ثلاثة عوامل: (1) عدم اليقين بشأن الحاجة المستقبلية للأصل، (2) اللارجعة أو التكلفة العالية للاستبدال في حالة فقدان الأصل، (3) عدم قابلية تخزين الأصل. وأعقب ذلك نقاش أكاديمي نشط حول مفهوم وصقل قياسه. طور بعض الاقتصاديين تميزه عن فائض المستهلك ودوره كعلاوة كره مخاطر عدم اليقين، مما أدى إلى اقتراح مفاده أن مفهوم «سعر الخيار» قد يكون أكثر ملاءمة. وشدد آخرون على الجانب الذي لا رجعة فيه من الموارد وحددوا كذلك إطار تقييم تجنب هذا الخطر. تظهر جميع هذه المصطلحات والمفاهيم في الأدبيات الأكاديمية. ومع ذلك، لا يزال المصطلح الأصلي «قيمة الخيار» مستخدمًا بشكل شائع في الدراسات التطبيقية.